# Lambert (Missisipi)
Lambert – miasto w Stanach Zjednoczonych, w stanie Missisipi, w hrabstwie Quitman.